# فرانك فيرغسون
فرانك فيرغسون (بالإنجليزية: Frank Ferguson)‏ (و. 1899 – 1978 م) هو ممثل، وممثل تلفزيوني، من الولايات المتحدة الأمريكية، ولد في فيرندالي، هومبولدت، كاليفورنيا، توفي في لوس أنجلوس، عن عمر يناهز 79 عاماً.

## وصلات خارجية
- فرانك فيرغسون على موقع IMDb (الإنجليزية)
- فرانك فيرغسون على موقع تيرنر كلاسيك موفيز (الإنجليزية)
- فرانك فيرغسون على موقع إن إن دي بي (الإنجليزية)
- فرانك فيرغسون على موقع قاعدة بيانات الفيلم (الإنجليزية)